# Gemeinschaft für Frieden und Aufbau
Die Gemeinschaft für Frieden und Aufbau war eine bis heute vergleichsweise unbekannt gebliebene Widerstandsgruppe in der Zeit des Nationalsozialismus. Gegründet wurde sie von dem Justizangestellten Hans Winkler und dem jüdischen Elektriker Werner Scharff in Luckenwalde.

## Geschichte

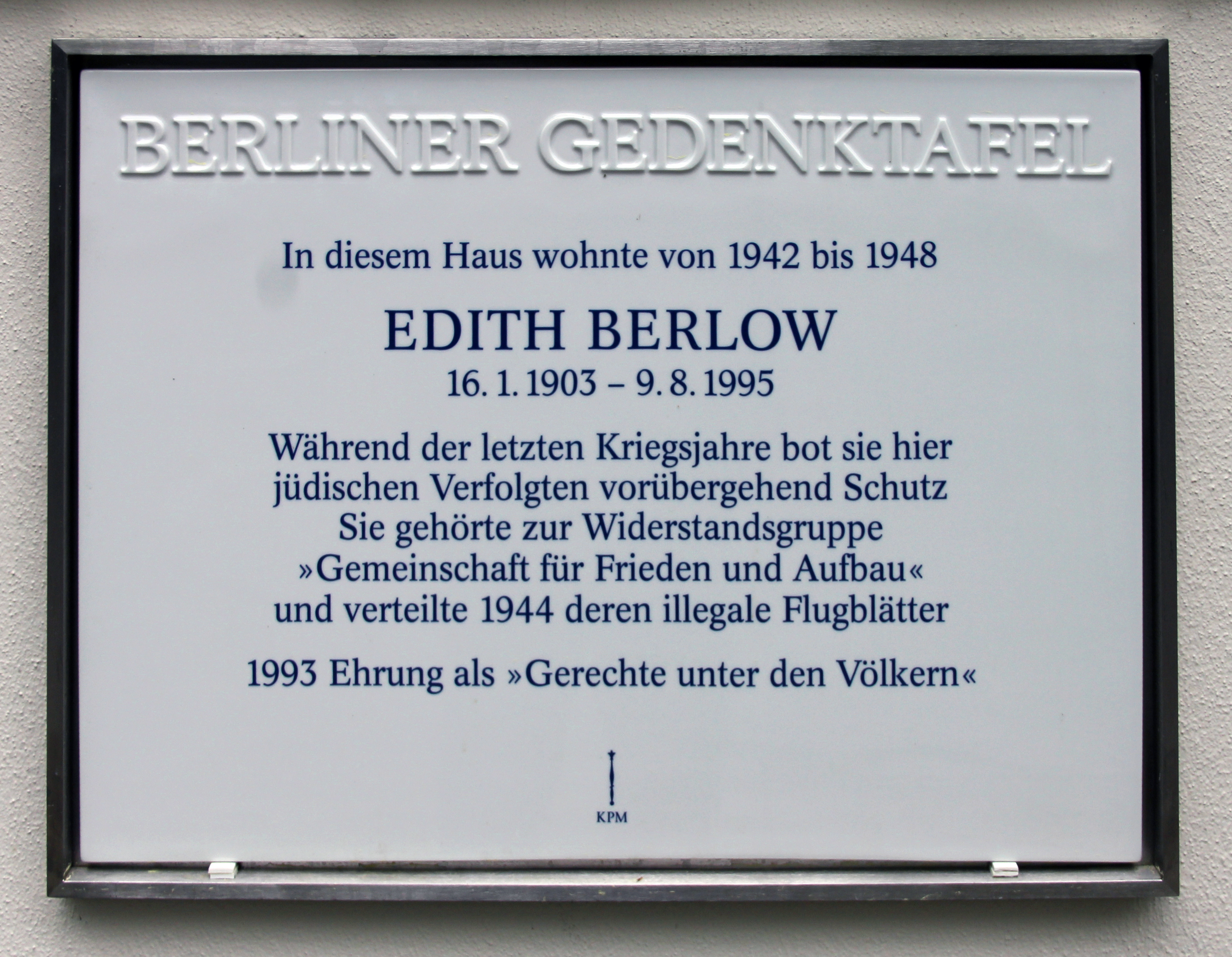
Berliner Gedenktafel am Haus, Menzelstraße 9, in Berlin-Grunewald

Winkler war ein ursprünglich politisch nicht interessierter Schreiber beim Amtsgericht in Luckenwalde, der als Zeuge von Verhören und Folterungen sowie aufgrund seiner Freundschaft mit dem jüdischen Ehepaar Else und Günther Samuel zum NS-Gegner wurde und sich gemeinsam mit seiner Frau Frieda dem Schutz verfolgter Juden und Regimegegner verschrieb. Er gründete mit den Samuels und weiteren Freunden unter dem Tarnnamen „Sparverein hoher Einsatz“ eine Organisation, deren Zweck es war, Geld, Lebensmittel und Lebensmittelmarken für Untergetauchte zu beschaffen, und versteckte ab August 1943 auch den damals sechzehnjährigen Eugen Herman-Friede in seiner eigenen Zweizimmerwohnung. Samuel, der mit seiner Familie der Deportation nach Theresienstadt nicht entgehen konnte, machte dort die Bekanntschaft von Werner Scharff und gab diesem die Adresse Winklers weiter.
Scharff, der vor seiner Deportation als Elektriker der jüdischen Gemeinde der zum Sammellager umfunktionierten Synagoge Levetzowstraße gearbeitet hatte, hatte sich dort dank guter Kontakte zu Gestapo-Beamten Zugang zu den Deportationslisten verschafft und schon während dieser Zeit zahlreiche Freunde und Bekannte durch rechtzeitige Warnungen vor der drohenden Verhaftung bewahrt und Kontakte geknüpft zu Unterstützern in Berlin, die ihm und seiner Freundin Fancia Grün das Untertauchen und für einige Monate bis zu ihrer Verhaftung und der Deportation Anfang August 1943 das Überleben in der Illegalität ermöglichten. Nachdem Scharff mit Fancia Grün am 7. September 1943 wieder aus Theresienstadt fliehen und sich nach der Rückkehr nach Berlin in Fürstenwalde verstecken konnte, kontaktierte er Winkler in Luckenwalde und gründete mit diesem die Gemeinschaft für Frieden und Aufbau.
Die circa dreißigköpfige Gruppe war dezentral organisiert und erstellte Flugblätter in einer Gesamtauflage von ca. 3500 Stück. In den Flugblättern, die als Kettenbriefe verbreitet wurden, rief sie die Bevölkerung zum selbständigen Denken, zum Widerstand und zur Beendigung des Krieges auf:

„Die Gemeinschaft für Frieden und Aufbau marschiert. Mutige Männer und Frauen Deutschlands haben sich zusammengeschlossen, um Lüge und Mord der Nazis ein Ende zu bereiten. […] Wir kämpfen für den sofortigen Frieden. […] Wir rufen zum passiven Widerstand auf. Wir verlangen von Dir nichts anderes, als daß Du denken sollst. Der Faschismus hat inzwischen Schläge bekommen, daß es nur noch gilt, zu retten, was zu retten ist, nämlich sofort bedingungslos zu kapitulieren. Wir fordern Euch, deutsche Soldaten, daher auf, die Waffen niederzulegen und Euch gegen Eure Unterdrücker zu erheben. Das deutsche Volk rufen wir zum aktiven Widerstand auf.“

Die Gruppe war sozial und politisch heterogen und setzte sich aus dem Freundes- und Bekanntenkreis der beiden zusammen. Es bestanden Kontakte zur Widerstandsgruppe des Luckenwalder Kriegsgefangenenlagers Stammlager III A.
Nachdem ein Mitglied der Gruppe, Hilde Bromberg, infolge einer Denunziation der Ehefrau des vom „Volksgerichtshof“ zum Tod verurteilten Verlegers und Buchhändlers August Bonneß jr. (1890–1944) im April 1944 verhaftet worden war, kam die Gestapo der Gruppe auf die Spur. Im Oktober 1944 wurden die Mitglieder in Luckenwalde und Berlin, im Oktober und Dezember die meisten übrigen verhaftet. Die nichtjüdischen Mitglieder wurden vor dem Volksgerichtshof wegen Hoch- und Landesverrats und wegen Wehrkraftzersetzung angeklagt, der für den 23. April 1945 anberaumte Prozess fand jedoch nicht mehr statt. Die jüdischen Mitglieder wurden in Konzentrationslager eingewiesen. Fancia Grün wurde in Theresienstadt, ihr früherer Ehemann Gerhard Grün und Werner Scharff im KZ Sachsenhausen ohne Verhandlung erschossen. Winkler und die meisten anderen Mitglieder konnten aufgrund der Befreiung durch die Rote Armee überleben.